# Harrisia (plantengeslacht)
Harrisia is een plantengeslacht van de cactusfamilie (Cactaceae). Het geslacht komt voor in Argentinië, Paraguay, Brazilië, Bolivia, Uruguay, de Grote Antillen, de Bahama's, en de Amerikaanse staat Florida.
Het geslacht is genoemd naar William Harris, een botanicus uit Jamaica.

## Soorten
- Harrisia aboriginum Small ex Britton & Rose
- Harrisia adscendens (Gürke) Britton & Rose
- Harrisia bonplandii (J.Parm. ex Pfeiff.) Britton & Rose
- Harrisia brookii Britton
- Harrisia caymanensis A.R.Franck
- Harrisia divaricata (Lam.) Backeb.
- Harrisia earlei Britton & Rose
- Harrisia eriophora (Pfeiff.) Britton
- Harrisia fernowii Britton
- Harrisia fragrans Small ex Britton & Rose
- Harrisia gracilis (Mill.) Britton
- Harrisia martinii (Labour.) Britton
- Harrisia pomanensis (F.A.C.Weber ex K.Schum.) Britton & Rose
- Harrisia portoricensis Britton
- Harrisia regelii (Weing.) Borg
- Harrisia taetra Areces
- Harrisia tetracantha (Labour.) D.R.Hunt
- Harrisia tortuosa (J.Forbes ex Otto & A.Dietr.) Britton & Rose